# Motihari
Motihari är en stad i delstaten Bihar i Indien, och är administrativ huvudort för distriktet Purba Champaran. Folkmängden uppgick till 126 158 invånare vid folkräkningen 2011. Författaren George Orwell föddes i Motihari 1903.